# Autopsie

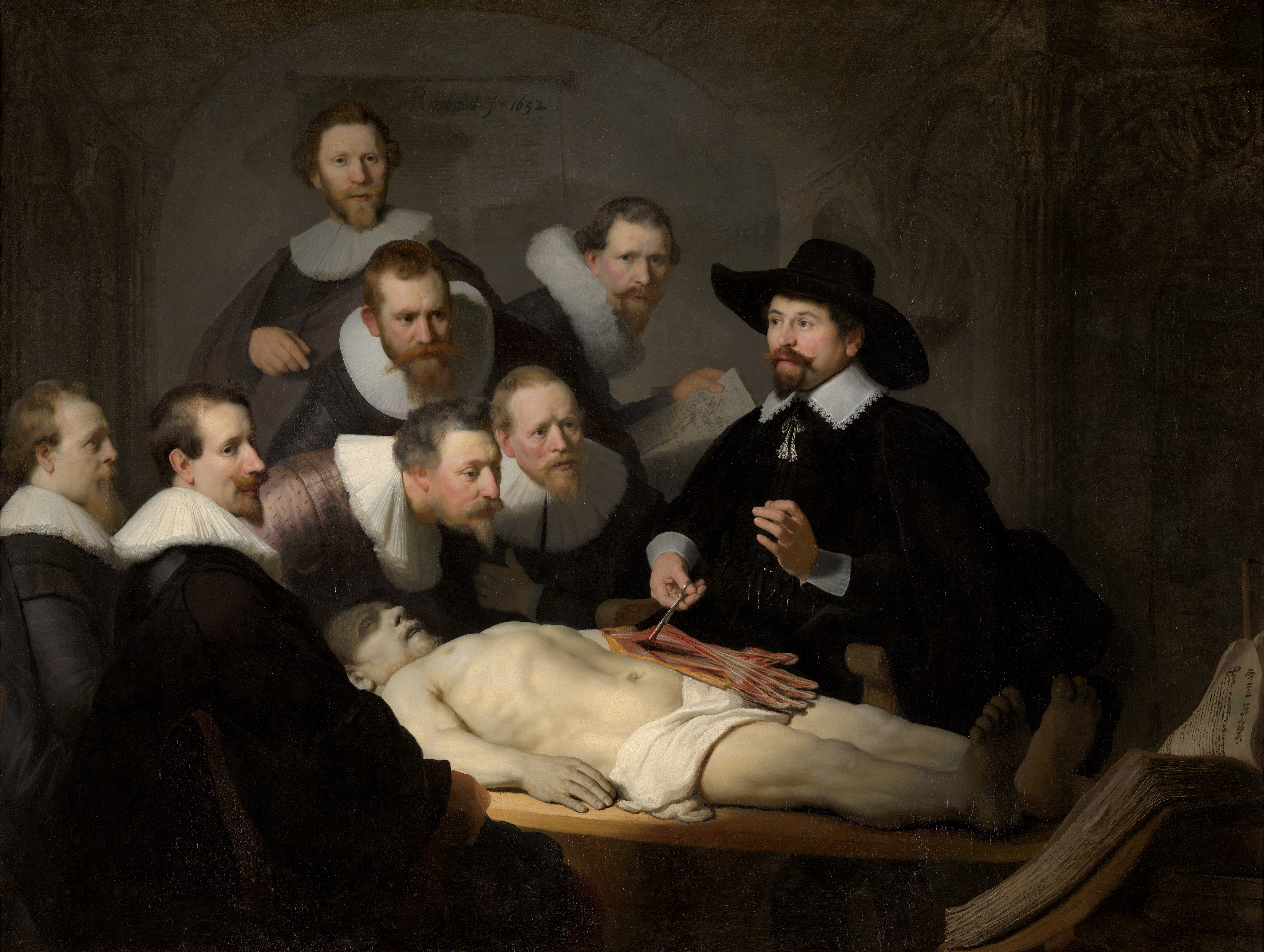
La Leçon d'anatomie du docteur Tulp, de Rembrandt, représente une autopsie.

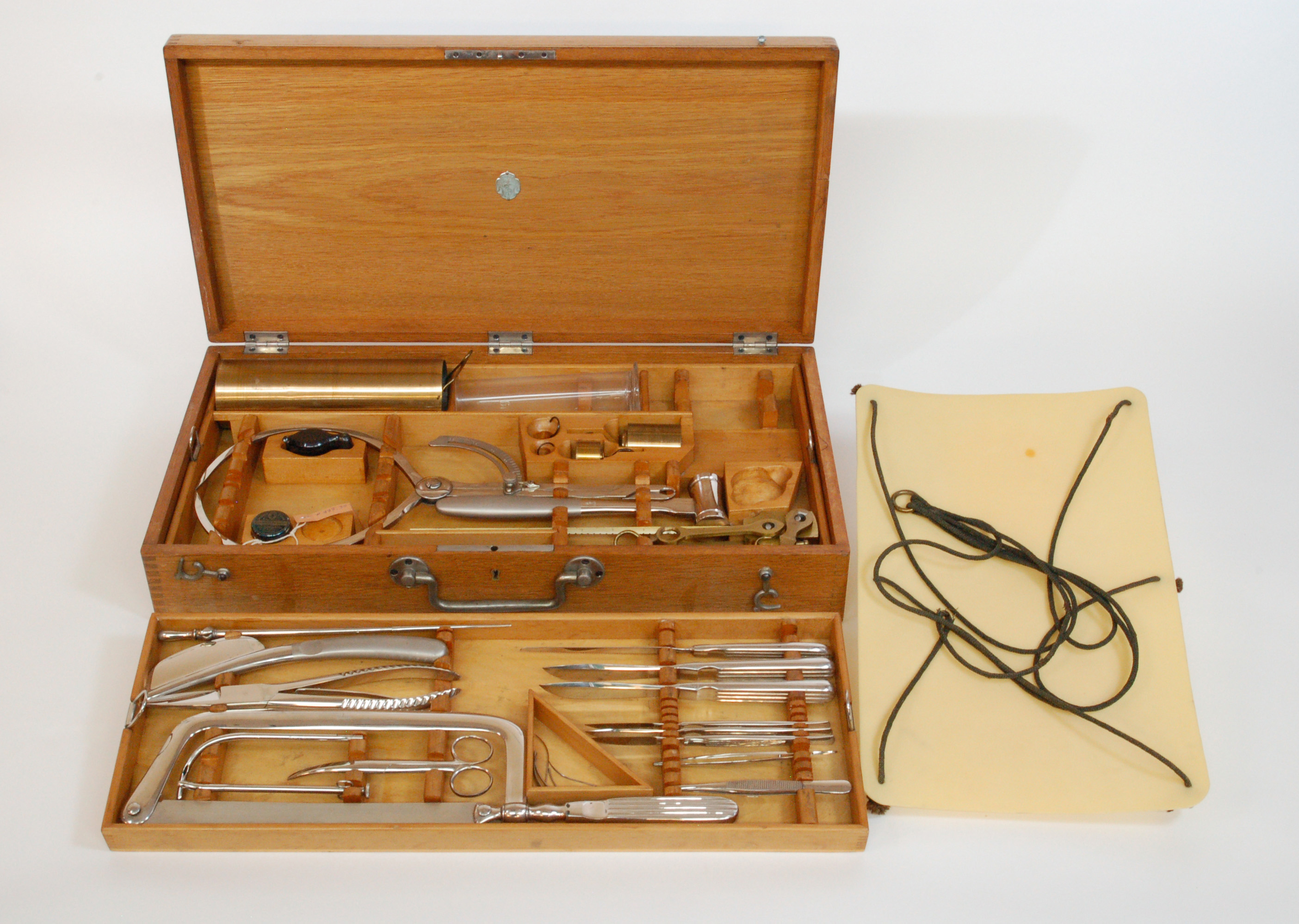
Coffret Autopsy operating set ; produit par la société Kny-Scheerer Co., contenant le matériel nécessaire à une autopsie telle que pratiquée au début du XXe siècle. Don fait au National Museum of Health and Medicine (États-Unis) en 1906.

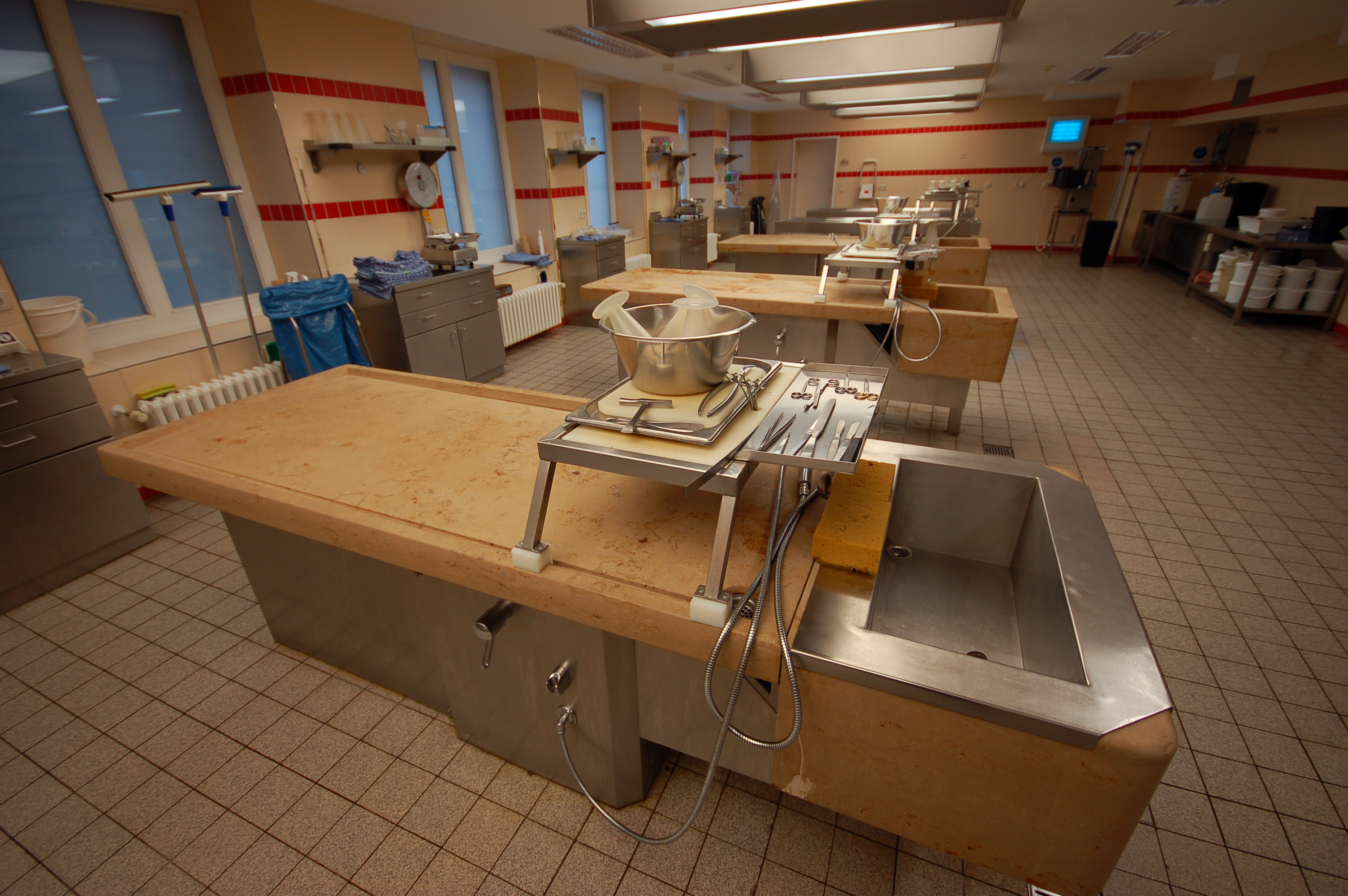
Salle d'autopsie de l'hôpital Charité Berlin.

L’autopsie (ou examen post-mortem ou nécropsie) est l'examen médical des cadavres. Le terme vient du grec αὐτοψία / autopsía, « action de voir par soi-même ». L’autopsie « médico-légale » est un examen obligatoire mis en œuvre dans un cadre judiciaire à la demande d'un juge d'instruction ou du procureur qui commet un ou plusieurs spécialistes de médecine légale pour une série d'examens recherchant la cause d'une mort a priori considérée comme suspecte. L'autopsie « clinique » (appelée aussi autopsie « médico-scientifique » ou « médico-hospitalière ») est un examen facultatif (demandé par la famille ou le médecin) réalisé le plus souvent par un spécialiste d'anatomo-pathologie qui cherche à découvrir les véritables causes de la mort d'un malade. 

## Réalisation
L'autopsie commence par l'ouverture du corps (à la différence de la virtopsie), pour en extraire les viscères qui sont inspectés, pesés, et disséqués. Des examens histologiques (ou anatomo-pathologiques) peuvent aussi être effectués, en laboratoire.
La principale incision pour l'examen des viscères abdominaux et thoraciques consiste en une longue incision de la base du cou au pubis. On pratique aussi l'incision en Y ; celle-ci consiste en une incision qui comme son nom l'indique, part de deux branches espacées sur le torse pour finir en une seule à l'approche du pubis. Le cerveau est examiné après ablation du scalp, et ouverture de la boîte crânienne à l'aide d'une petite scie circulaire. Les autres parties du corps (face et membres) sont rarement examinées par la dissection. Après avoir remis les organes en place, les incisions sont recousues aussi soigneusement que possible, pour la levée de corps et les funérailles du défunt.

## Buts
L'objectif de l'autopsie médicale est d'établir la cause de la mort (cause principale, et causes indirectes s'il y a lieu), de déterminer l'état de santé du sujet avant son décès, et si les éventuels traitements reçus étaient bien choisis. De nos jours, l'allongement de l'espérance de vie et les polypathologies font que, bien souvent, un individu meurt porteur de plusieurs maladies (6 à 15). Dans ces cas, la cause de la mort n'est pas toujours évidente, et l'autopsie intervient parfois pour établir la réalité des faits. Ainsi, une autopsie pourrait révéler jusqu'à 25 % d'erreurs de diagnostics, le quart de ces dernières pouvant modifier significativement la prise en charge du patient.
Les autopsies fœtales sont pratiquées dans deux indications : en cas de mort fœtale in utero et après interruption médicale de grossesse pour malformations fœtales. Dans le premier cas elle permet de déterminer ou de préciser le diagnostic, d'apporter des informations complémentaires, de corriger une estimation de la probabilité de récidive lors d'une grossesse ultérieure. Dans le second cas, les autopsies, rarement normales, permettent un diagnostic de qualité du diagnostic prénatal, d'estimer un risque de récidive (modification des conseils en vue d'une grossesse ultérieure).
Un second type d'autopsie est celle réalisée par les étudiants en médecine sur les corps d'individus ayant donné leur corps à la science, en vue d'apprendre l'anatomie humaine.
Enfin, l'autopsie telle que la pratique le médecin légiste est demandée dans les cas de mort brutale ou suspecte, sur demande de la justice. Le cas le plus caricatural est sans doute celui de l'homicide maquillé en suicide, où l'autopsie devra déterminer si des éléments matériels objectifs prouvent que l'individu a été assassiné et ne s'est pas suicidé.

## Fréquence
Dans les pays occidentaux, le nombre d'autopsies pratiquées est en diminution constante depuis les années 1950. En France, par exemple, le taux de nécropsies est passé de moins de 15 % en 1988 à moins de 4 % en 1997. Le taux est variable suivant les pays, sensiblement plus important en Scandinavie, il est de 12,4 % aux États-Unis (1993). De nombreux médecins et scientifiques s'élèvent aujourd'hui pour dénoncer l'abandon des pratiques nécropsiques, qui tend à détériorer la qualité des soins en ne donnant plus cet œil objectif sur la prise en charge médicale qu'ont eue les défunts.

## Législation
Elle dépend des pays et du but recherché (médicolégal ou scientifique).
L'autopsie à but médical ou scientifique est autorisée dans certains pays (Hongrie, Autriche...) sans qu'il soit nécessaire d'avoir le consentement de la famille, la plupart cependant demandent l'accord des proches[réf. nécessaire].
La conservation des tissus post-mortem pose également des problèmes légaux.
En France, l'autopsie médicale effectuée dans un but thérapeutique ou scientifique, nécessite l'absence de refus du défunt, explicitement formulé, ou rapporté par sa famille. Si le défunt était un mineur ou un majeur protégé (c'est-à-dire placé sous tutelle ou curatelle), l'accord écrit de chacun des titulaires de l'autorité parentale ou du tuteur (dans le cas du majeur protégé) est requis. Dans tous les cas, « la famille doit être informée des prélèvements effectués », et les protocoles médicaux doivent être transmis à l'agence de la biomédecine.
En ce qui concerne la restitution du corps aux proches, les obligations du médecin-légiste diffèrent selon la nature de l'autopsie : 
- S'il s'agit d'une autopsie médicale, le médecin est tenu de s'assurer de la « meilleure restauration possible du corps » avant restitution[9] ;
- S'il s'agit d'une autopsie judiciaire, aucune disposition légale relative à la restauration et à la restitution du corps n'était prévue jusque 2011[10]. Certaines dérives avaient en conséquence été observées[10]. Le Médiateur de la République, averti de ces problèmes, a demandé au Ministère de la Justice de combler ces lacunes juridiques[11]. Finalement, la loi n°2011-525 du 17 mai 2011, en son article 147, est venue à la suite d'une proposition de loi de 2009[12] mettre fin au vide juridique : l’autorité judiciaire compétente pourra ordonner la destruction des prélèvements selon les modalités prévues par l'article R. 1335-11 du code de la santé publique ou autoriser, plus exceptionnellement, leur restitution en vue d'une inhumation ou d'une crémation.

## «Autopsie verbale»
Les pays, régions ou populations pauvres ou isolées sont exposés à des inégalités persistantes dans les résultats de santé. De même, en situation de catastrophe naturelle ou technologique, en situation de crise ou de guerre, les moyens d'autopsie médico-légale, et les outils d'enregistrement de l'état civil et de certification de la cause du décès peuvent manquer. Dans ces circonstances, les données sur les causes de la mort sont particulièrement difficiles à collecter. Or, en matière de santé, pour l'épidémiologie et la médecine préventive, mais aussi pour les besoins éventuels de la justice, il est crucial d'identifier et archiver les données sur des causes des décès. Ces données permettent de hiérarchiser les besoins, de planifier et allouer les ressources, lancer, suivre et évaluer des programmes de santé.
L'« autopsie verbale » (AV) est une méthode  alternative à l'autopsie médicale ou médico-légale. Elle est moins précise, mais permettant de déterminer les causes (probables ou certaines) de décès d'individus.
Elle est notamment utilisée pour produire des statistiques sur la part des différentes causes de mortalité dans la mortalité globale, dans des populations dépourvues de système complet d'enregistrement de l'état civil.
Un questionnaire standardisé permet — auprès d'un proche du défunt —, le recueil méthodique et précis d'informations sur l'identité de la personne (quand elle est connue), sur les signes et symptômes de santé (au cours de sa vie lorsque cela est possible) et sur les facteurs de risque (ex. : tabagisme). Traitées par des méthodes analytiques standardisées, ces données contribuent ensuite à mieux cerner ou confirmer les causes du décès et l'état de santé d'une population.
Un questionnaire a été spécialement construit par le « Population Health Metrics Research Consortium » en respectant les normes OMS) a été créé par l'Institute for Health Metrics and Evaluation (IHME), à la faculté de médecine de l'université de Washington. Le Consortium a validé sa méthodologie par les mêmes données recueillies en milieu hospitalier et clinique dans des cas où les causes de décès étaient connues, et par des entretiens en aveugle avec un parent du défunt. Le questionnaire est librement accessible en ligne, de même que les données et moyens d'analyse, ainsi que les protocoles de référence en « Autopsie verbale » ; il est disponible en anglais, sous la forme d'un tableur Excel, ou en version papier, complète ou abrégée ; il doit être utilisé par un enquêteur qualifié. Un Data Kit (ODK), outil de collecte, a été développé pour les smartphones Android.

Une application SmartVA-Analyze (téléchargeable), lui est associée, basée sur la méthode Tariff 2.01, pour la « certification informatique des autopsies verbales ». Elle permet, à partir des données issues des questionnaires d'entrevue d'autopsie verbale, de produire des estimations des causes de décès aux niveaux individuel et, le cas échéant, au niveau populationnel. Le code source de cette application est disponible sur GitHub.

Et une base de données ouvertes Gold Standard VA Validation a été créé par le Consortium PHMRC (dans le domaine public, téléchargeable à partir du Global Health Data Exchange),.